# Looking for Jimmy
Pour plus de détails, voir Fiche technique et Distribution.
Looking for Jimmy est un film français réalisé par Julie Delpy, sorti en France en 2002.

## Synopsis
Al, une Française vivant à Los Angeles, a organisé un barbecue pour la fête d'anniversaire de son amie V., dont la party est filmée. Comme Jimmy, le petit ami d'Al, ne vient pas et n'a laissé aucune nouvelle, Al et V. partent à sa recherche. Leurs péripéties, d'un personnage à un autre, vont durer un jour et une nuit.

## Fiche technique
- Réalisatrice : Julie Delpy
- Scénario : Julie Delpy
- Musique : Julien Civange
- Sortie :  France : 2 octobre 2002

## Distribution
- Julie Delpy : Al
- Emily Wagner : V.
- Billy Wirth : Billy
- Bruce Ramsay : Puma
- Tara Subkoff

## Accueil critique
Télérama estime, lors de la sortie de Looking for Jimmy : « Le premier film de la comédienne Julie Delpy, tourné avec une poignée d'amis, en vingt-quatre heures et en vidéo, importe sur la côte Ouest, où elle vit et travaille depuis quelques années, les règles du Dogme inventées par Lars von Trier et ses complices. (...) [Al] vagabonde, secondée par toute une bande de zozos plus ou moins artistes. Et sous son regard goguenard, l'emballage branché-bricolé révèle peu à peu un portrait de groupe subtil, plein de tendresse et de dérision ».

## Autour du film
Le film a été tourné sans aucun moyen, avec un budget de 5000 dollars, et en continu pendant 24 heures. La réalisatrice a ensuite passé six mois à le monter à partir de 24 heures de rushes. Looking for Jimmy est le premier long métrage de Julie Delpy.
Emily Wagner, qui tient un des deux rôles principaux du film, participe également au quatrième long métrage de Julie Delpy, Two Days in New York.
Au générique final, le film est dédié à Marie et Albert, les parents de Julie Delpy.